# Masurius
Masurius là một chi bọ cánh cứng trong họ Chrysomelidae.
Chi này được miêu tả khoa học năm 1888 bởi Jacoby.

## Các loài
Chi này gồm các loài:
- Masurius bifasciatus Jacoby, 1888